# Вінченцо Сантопадре
Вінченцо Сантопадре (італ. Vincenzo Santopadre; нар. 11 серпня 1971) — колишній італійський тенісист.
Найвищу одиночну позицію світового рейтингу — 100 місце досяг 3 травня 1999, парну — 103 місце — 24 серпня 1998 року.
Здобув 1 парний титул.
Найвищим досягненням на турнірах Великого шолома було 2 коло в парному розряді.
Завершив кар'єру 2005 року.

## Фінали за кар'єру

### Парний розряд (1–1)
| Результат | W/L | Дата | Турнір              | Покриття | Партнер         | Суперники                      | Рахунок       |
| --------- | --- | ---- | ------------------- | -------- | --------------- | ------------------------------ | ------------- |
| Перемога  | 1–0 | 1997 | Ташкент, Узбекистан | Тверде   | Вінс Спейдія    | Хішам Аразі Еял Ран            | 6–4, 6–7, 6–0 |
| Поразка   | 1–1 | 1999 | Касабланка, Марокко | Ґрунт    | Массімо Ардінгі | Фернандо Мелігені Жайме Онсінс | 2–6, 3–6      |